# Marius Manolache (Schachspieler)
Marius Manolache (* 22. April 1973 in Galați) ist ein rumänischer Schachspieler.
2001 wurde er Internationaler Meister, seit Juni 2007 führt er den Titel eines Großmeisters. Die erforderlichen Normen erreichte er beim XX Ciudad de Ferrol im Juli 2005, bei der rumänischen Einzelmeisterschaft 2006 in Predeal und bei der Europameisterschaft 2007 in Dresden. Seine Elo-Zahl beträgt 2499 (Stand: April 2018), damit liegt er auf dem 14. Platz der rumänischen Elo-Rangliste. Seine bisher höchste Elo-Zahl war 2561 im März 2012. Sein Schachverein in Rumänien ist der CS Studențesc Medicină Timișoara.
Bei der rumänischen Einzelmeisterschaft 2006, die von Vlad-Cristian Jianu gewonnen wurde, belegte er den dritten Platz.